# Egira peruviana
Egira peruviana là một loài bướm đêm trong họ Noctuidae.